# Alfred Richter-Anschütz
Alfred Richter-Anschütz (* 6. Oktober 1888 in Dresden als Esaias Hilarius Alfred Richter; † 29. August 1968 in Reutlingen) war ein deutscher Theaterschauspieler und -regisseur.

## Leben und Wirken
Er war der Sohn des aus Zwönitz stammenden Juristen und späteren Geheimen Regierungsrates Esaias Alfred Richter (1846–1930) und dessen Ehefrau Marie Leonie Richter geborene Anschütz. Nach dem Schulbesuch ging er in Dresden auf das Konservatorium und an die Theater- u. Redekunstschule Senff-Georgi. Sein erstes Engagement als Schauspieler hatte er 1913 am Stadttheater in Hagen. Später wechselte er an das Königliches Schauspielhaus nach Dresden, dann nach Chemnitz und nach Leipzig. Zu besseren Unterscheidung nahm er nach seiner Heirat zusätzlich den Familiennamen seiner Mutter als Künstlernamen an und nannte sich Richter-Anschütz.
Anlässlich des XV. Internationalen Esperanto-Kongresses 1923 spielte er „Nathan der Weise“ in Esperanto. Ab 1934 spielte er in Potsdam und später in Braunschweig, wo er zeitweise auch als Dramaturg, Regisseur und Leiter des künstlerischen Büros wirkte. Im Zweiten Weltkrieg leitete er von 1941 bis 1944 die Schauspielkasse der Staatsmusikschule in Braunschweig. Nach dem Krieg startete er in Flensburg, Schleswig, Rendsburg, Lübeck und Freiburg in Breisgau den Neuanfang.
Bekannt wurde er auch für seine Bühnenmusiken für „Die Braut von Messina“, Macbeth und Romeo und Julia. Er war mit der Sängerin Antonie Friederike Hedwig Ratajczak verheiratet.

## Hörspiele
- 1950: Guntram Prüfer: Fridtjof Nansen. Eine aktuelle europäische Sage – Regie: Curt Becker (Hörbild – NWDR Hamburg)[1]